# لعبیب
لعبیب یک منطقهٔ مسکونی در قطر است که در شهرداری الضعاین واقع شده‌است. لعبیب ۴٫۴ کیلومتر مربع مساحت دارد.